# Epigynopteryx dia
Epigynopteryx dia là một loài bướm đêm trong họ Geometridae.